# Diploria labyrinthiformis
Diploria labyrinthiformis är en korallart som först beskrevs av Carl von Linné 1758.  Diploria labyrinthiformis ingår i släktet Diploria och familjen Faviidae. IUCN kategoriserar arten globalt som livskraftig. Inga underarter finns listade i Catalogue of Life.

## Bildgalleri

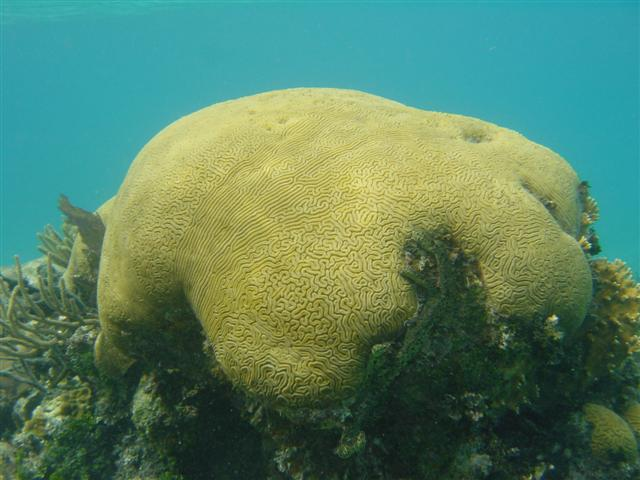
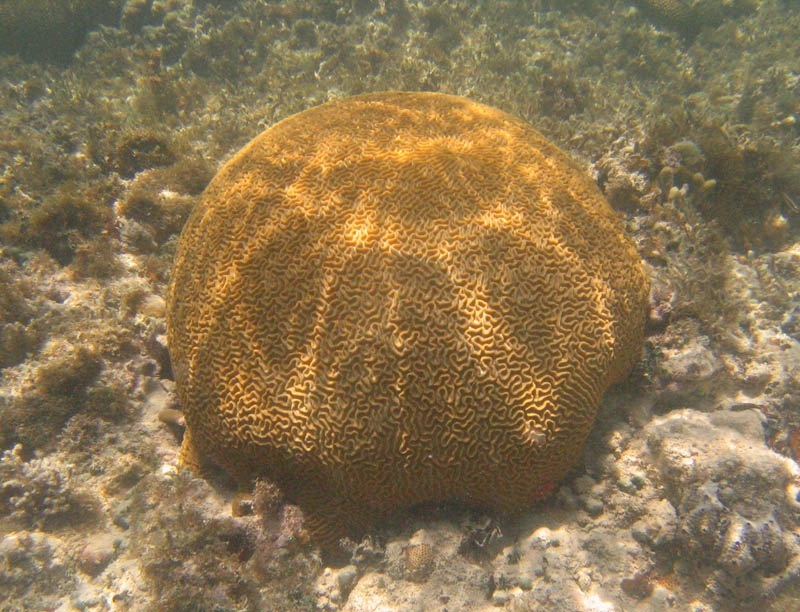
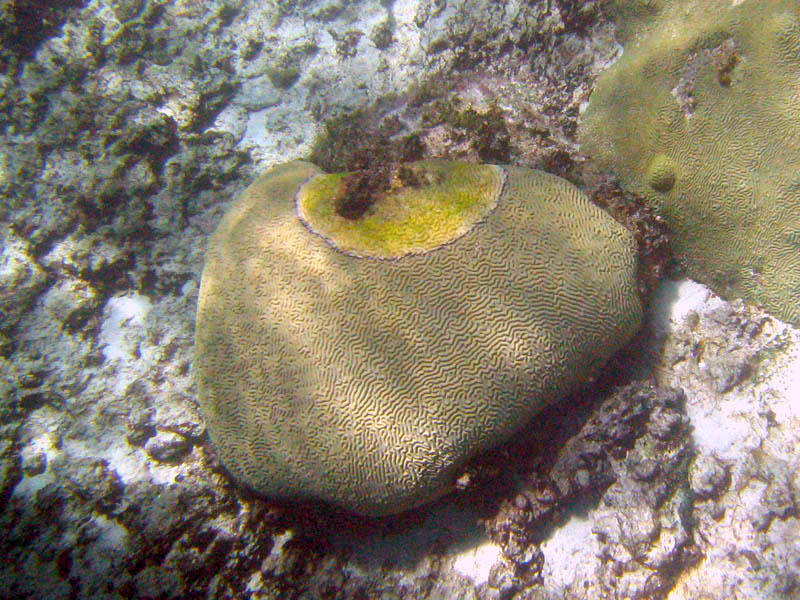
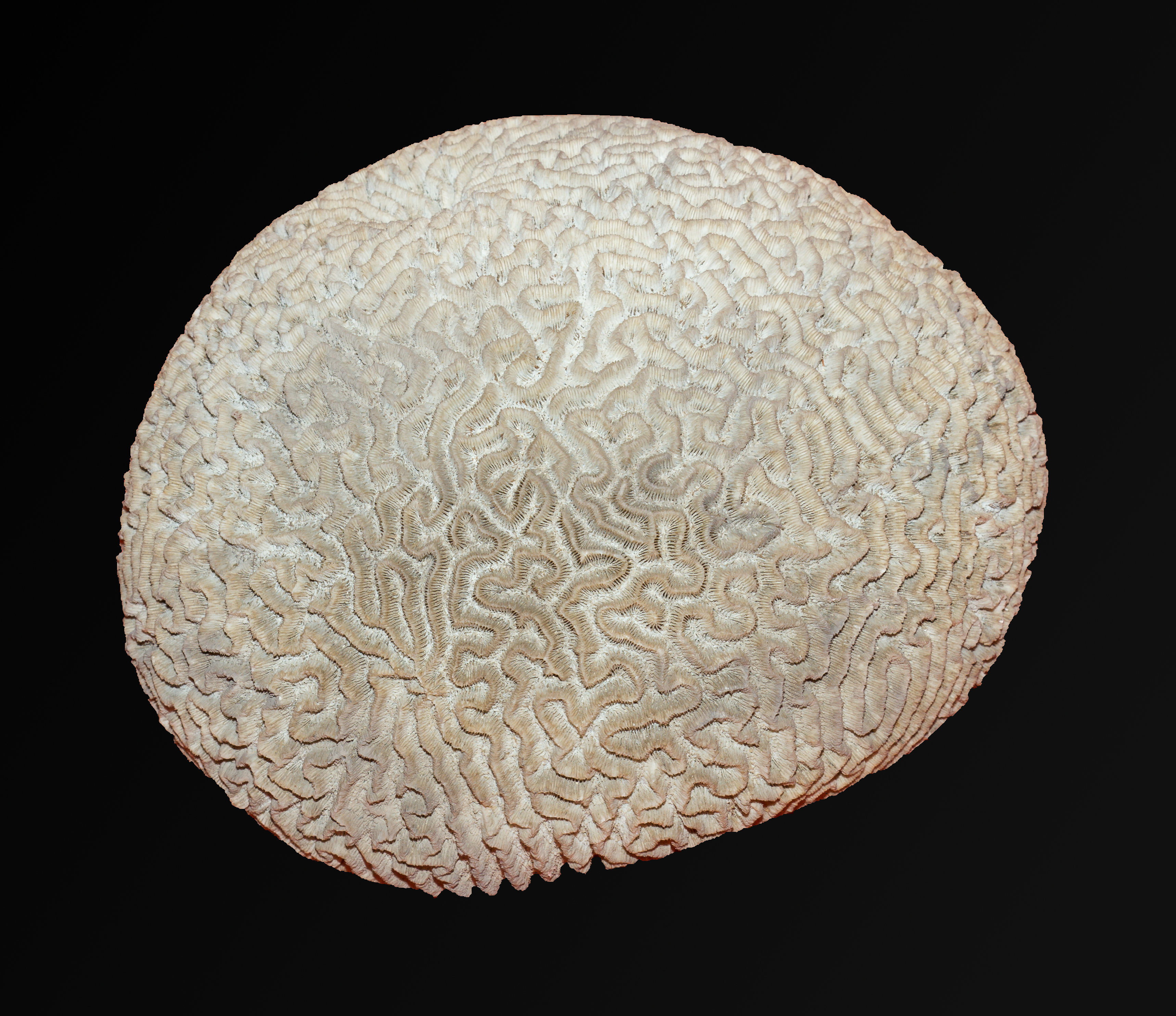
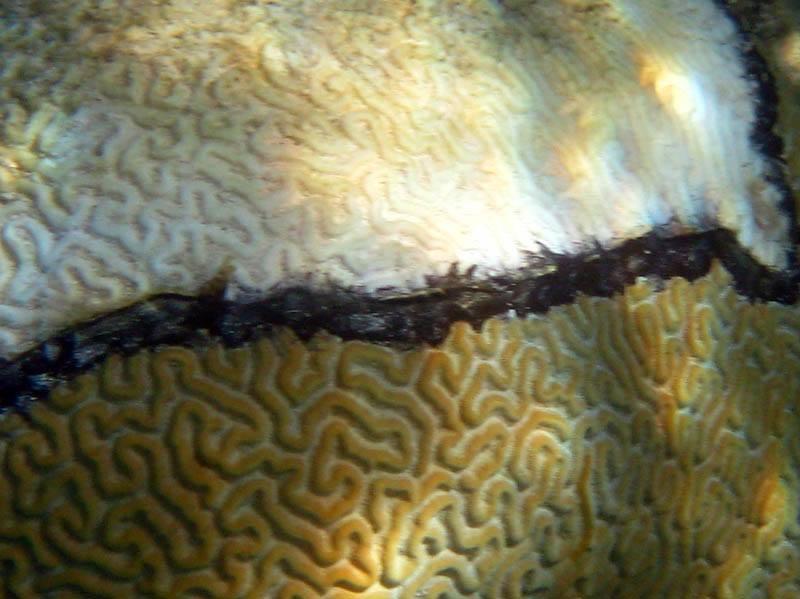
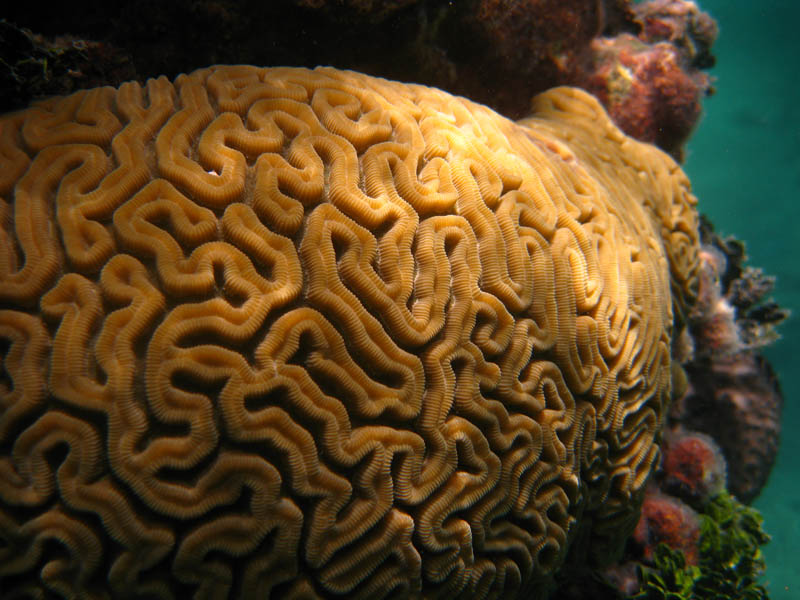